# Mogorella
Mogorella är en ort och kommun i provinsen Oristano i regionen Sardinien i Italien. Kommunen hade 449 invånare (2017).